# 翼 (八神純子の曲)
「翼／かれ木に花を咲かせましょう」（つばさ／かれきにはなをさかせましょう）は、八神純子のシングル。2013年3月11日にSony Music Directからリリースされた。本作は、東日本大震災の被災地復興支援のために制作された。

## 背景
帯コピー：″がんばれ、日本　東日本大震災 被災地支援″
表題曲「翼」は、八神の「東日本大震災で被災された方々と繋がりを持ちたい」という気持ちから企画され、命の儚さを感じながらも生き続ける意味を問い掛け、困難に直面してもそこから懸命に立ち上がろうとする人たちを後ろから支えたいとの思いを込め、震災直後に作られた曲である。八神は当初、皆さんの為に何が出来るか分からなかったと言い、考えあぐねた結果、自分に出来ることは「歌うことだ」という結論に到達し、曲を作ったという。また、被災された人々に向けて作ったつもりでも、実は「被災された方に受け入れてもらえるだろうか」という恐怖心や心細さを振り払うための曲でもあったと八神は吐露し、その後全国のチャリティ・イベントやコンサートツアーで何回も歌ううちに、この歌が全国の皆さんと東北の皆さんを繋げてくれたと思うと話している。「翼」は作られた当初よりも力強さを増した楽曲となって、震災から丁度2年後にCD化されることとなった。
「かれ木に花を咲かせましょう」は、震災直後に八神自らが立ち上げた被災地支援の活動 ″トランス・パシフィック・キャンペーン″(TPC) の一環として、2011年12月に岩手県大槌町にある弓道場で催された ″キャンドルナイト・クリスマスライブ″ で小学生の女の子三人から贈られた ″カレキ ニ ハナ オ サカセマショウ。″ のメッセージカードに感謝の気持ちを伝えたいという思いで曲を作り、そのメロディーにTPCの仲間であるKAZUKIが詞をつけて出来上がったもの。この曲は、八神が2013年2月4日に大槌町の公民館を訪れた際、「ぼくたちの願いをのせて、厳しい寒さに耐えた木が美しい花を咲かせるようにぼくたちも夢をつなごう」と伝える釜石市立栗林小学校の児童68名と共に斉唱しレコーディングが行われた｡ ジャケットに書かれた ″翼″ の文字は、盛岡市在住の13才の書道家、高橋卓也が復興への希望を込めて揮毫したもの。
本作はCDショップやレコード会社のオンラインショップなどでの一般販売は行わず、八神のコンサートやチャリティーイベントの会場での即売及び公式ホームページでの通信販売のみという方法が採られた。収益金はすべて、東北の被災地を応援する為に八神が企画した ″トランス・パシフィック・キャンペーン″ のチャリティーライブ、植樹、お茶会などのイベントや、仮設商店街の活動資金に充てられた。

## 収録曲
1. 翼 (4:36)
作詞・作曲：八神純子 / 編曲：深澤秀行 / ストリングスアレンジ：下村理恵
2. かれ木に花を咲かせましょう (3:25)
作詞：KAZUKI / 作曲：八神純子 / 編曲：中村就康
3. かれ木に花を咲かせましょう〈斉唱〉(3:25)
歌：八神純子と大槌町のこどもたち / 指揮：大橋経子 / ピアノ：小國和歌子
4. 翼〈オリジナル･カラオケ〉 (4:36)
5. かれ木に花を咲かせましょう (3:25)

## ミュージシャン
| 翼 - Drums: ひぐちしょうこ - Bass: SOKUSAI - Guitar: 浜口高知 - Piano: 土屋佳代 - Keyboard: 中村康就 - Synthesizer & Programming: 深澤秀行 - Violin: 島岡万理子 - Viola: 島岡智子 - Cello: 島津由美 - Chorus: ひぐちしょうこ、SOKUSAI、浜口高知、土屋佳代、中村康就、深澤秀行、かとう真紀子、KAZUKI、加納糾、滝瀬茂、森野敦夫、千葉綾子、八神純子 | かれ木に花を咲かせましょう - Drums: ひぐちしょうこ - Bass: SOKUSAI - Guitar: 浜口高知 - Piano: 土屋佳代 - Synthesizer & Programming: 中村康就 - Irish Whitsle: 庄司祐子 - Chorus: 八神純子 |

## 関連作品
- 『Here I am 〜Head to Toe〜』
- 『Here I am premium』